# Дврсница
Дврсница је насељено мјесто на јужном ободу Попова поља у Босни и Херцеговини. До рата у Босни и Херцеговини је припадало тадашњој општини а данашњем граду Требињу, а након рата и потписивања Дејтонског мировног споразума припада општини Равно, које административно припада Федерацији Босне и Херцеговине.
Према попису становништва из 1991. у насељу је живјело 28 становника. Село је напуштено у мају 1992. године усљед ратних неприлика.

## Становништво
|                    |       |       |       |       |       |
| Националност       | 2013. | 1991. | 1981. | 1971. | 1961. |
| Срби               |       | 28    | 43    | 77    | 97    |
| Југословени        |       |       | 3     |       |       |
| остали и непознато |       |       | 2     |       |       |
| Укупно             | 0     | 28    | 48    | 77    | 97    |

| Демографија | Демографија | Демографија |
| Година      | Становника  | Становника  |
| ----------- | ----------- | ----------- |
| 1961.       | 97          |             |
| 1971.       | 77          |             |
| 1981.       | 48          |             |
| 1991.       | 28          |             |
| 2013.       | 0           |             |